# Henry Naisali

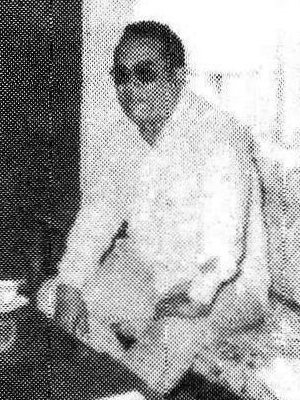
Naisali (1988)

Henry Faati Naisali (* 8. Dezember 1928 in Nukulaelae, Gilbert- und Elliceinseln, heute Tuvalu; † Mitte Oktober 2004 in Auckland, Neuseeland) war ein Politiker aus Tuvalu, der unter anderem zwischen 1988 und 1992 Generalsekretär des Südpazifik-Forums (South Pacific Forum) war.

## Leben
Naisali wurde 1977 für den Wahlbezirk Nukulaelae erstmals zum Mitglied des Versammlungshauses (Fale i Fono) gewählt sowie 1981 und 1985 wiedergewählt. In der Regierung von Premierminister Tomasi Puapua übernahm er 1981 die Posten als stellvertretender Premierminister sowie Finanzminister und bekleidete diese bis 1985.
Im Januar 1986 wurde Naisali als Nachfolger des aus Tonga stammenden Mahe Tupouniua Direktor des Südpazifik-Büros für wirtschaftliche Zusammenarbeit (South Pacific Bureau for Economic Cooperation), ehe er im September 1988 erster Generalsekretär des daraus entstandenen Südpazifik-Forums (South Pacific Forum) wurde. Er bekleidete diese Funktion bis Januar 1992 und wurde daraufhin durch den ehemaligen Präsidenten von Kiribati Ieremia Tabai abgelöst.
Für seine langjährigen Verdienstes wurde er Member des Order of the British Empire (MBE), Officer des Order of Australia (AO) sowie Companion des Order of St. Michael and St. George (CMG).

## Weblink
- Eintrag in rulers.org